# 深見有安
深見 有安（ふかみ ありやす）は、江戸時代の薩摩藩の武士。真影流（直心影流）の剣術家。
坂口兼儔（坂口作市）・坂口兼郷親子の門人で、後に直心影流師範家・長沼氏（宗家の沼田藩の長沼氏ではなく、加納藩の長沼氏）の門人となる。

## 出自・生涯
明国からの帰化人・高寿寛の孫の深見元岱の一族の子孫という深見家で誕生し、後に分家する。『鹿児島城下絵図散歩』によると、現在の鹿児島県鹿児島市照国町の地に住んでいた。　
坂口兼儔の門人となって、真影流を学ぶ。剛毅な性格であったといい、後に故あって謝絶して江戸に上って直心影流師範の長沼万郷（長沼四郎左衛門）の門人となり、皆伝を授かった後に薩摩藩に戻り、真影流の道場を開いた。
関広国（関勇助）の後任として徳之島蔵方目附となり、徳之島に渡る。鹿児島に戻った3年後に江戸で死去し、曹洞宗泉谷山大円寺に葬られる。
嗣子ないため本家から養子を迎えるが、これが深見有正である。深見の系統の真影流は深見流と呼ばれた。

## 略年譜
- 1807年（文化4年）：誕生。
- 1832年（天保3年）：江戸で長沼万郷より直心影流の皆伝を受ける。
- 1842年（天保13年）12月28日：後に養子となる有正が生まれる。
- 1849年（嘉永2年）春：徳之島蔵方目附として徳之島に渡島。
- 1851年（嘉永4年）：鹿児島に戻る。なお、後任の蔵方目附は薬丸兼義（薬丸半左衛門）。また、この年の9月30日に島津斉彬に剣術を上覧する。
- 1854年（嘉永7年）：江戸で死去。